# حمى الخنادق
حمى الخنادق أو حمى الخمسة أيام أو حمى الخمس أو حمى الخنادق المدنية أو حمى سالونيك هي حمى تصيب الجنود في الخنادق وينتقل هذا المرض عن طريق قملة الجسم. وقد أصابت الجنود في فرينديرز وفرنسا وبولندا وغاليسيا وإيطاليا وسالونيكا ومقدونيا وبلاد الرافدين ومصر خلال الحرب العالمية الأولى.
```
ثلاثة من المصابين خلال الحرب العالمية الأولى هم المؤلفون تولكين، 
[
7
]
 و ميلني 
[
8
]
 ولويس.
[
9
]
 من عام 1915 حتى عام 1918، تبين أن ما بين خمس وثلث جميع القوات البريطانية أصيبوا بحمى الخندق، بينما أصيب حوالي خمس القوات الألمانية والنمساوية بالمرض. 
[
5
]
 استمر المرض بين المشردين. 
[
10
]
 وقد حدث تفشي للمرض، على سبيل المثال، في سياتل 
[
11
]
 وفي 
بالتيمور
 في الولايات المتحدة بين متعاطي 
المخدرات
 بالحقن 
[
12
]
 وفي 
مرسيليا
، 
وفرنسا
، 
[
11
]
 
وبوروندي
. 
[
13
]
```

تسمى حمى الخندق أيضًا بحمى ولوهن، حمى شين العظمية، حمى ميوز، مرض هس ومرض هس-فيرنر (بعد فيلهلم هيرالد وهاينريش فيرنر).
وينجم المرض عن جرثومة بروتونيلا كوينتانا (الأسماء القديمة: Rochalimea quintana، Rickettsia quintana)، وجدت في جدران معدة قملة الجسم.  ترتبط بارتونيلا كوينتانا ارتباطًا وثيقًا ببارتونا هنسيللا، وهي عامل الحمى الخدشية للقطط والورم الوعائي العصوي.

## العلامات والأعراض
```
هذا المرض عادة ما يكون حمى لمدة خمسة أيام من النوع الانتكاسي، ونادرا ما يعرض مسارًا مستمرًا. 
فترة الحضانة
 طويلة نسبيا، حوالي أسبوعين. في البداية الأعراض تكون مفاجئة عادة، مع ارتفاع في درجة الحرارة، 
صداع
 شديد، ألم في تحريك مقل العيون، ألم في عضلات الساقين والظهر، وكثيرا ما يحدث تخدير في السيقان. عادة ما يتم اتباع الحمى الأولية في غضون أيام قليلة بأخري، وقد يكون هناك العديد من الانتكاسات بين فترات دون حمى. 
[
14
]
 العرض الأكثر استمرارية هو الألم في الساقين. 
[
6
]
 يستغرق التعافي شهرًا أو أكثر. الحالات المميتة نادرة، ولكن في حالات قليلة «قد تؤدي الحمى المستمرة إلى قصور في القلب». 
[
7
]
[
14
]
قد تتضمن التأثيرات العصبية وهن عصبي، اضطرابات قلبية وألم عضلي. 
[
14
]
```

## الفسيولوجية المرضية
ينتقل بارتونيلا كوينتانا عن طريق تلويث جروح في الجلد أو جرح القمل مع براز قمل مصاب (Pediculus humanus corporis). كانت هناك أيضا تقارير عن لدغة القملة المصابة التي تنقل العدوى. 

## التشخيص
يستخدم الاختبار المصلي عادة للحصول على تشخيص نهائي. لن تنجح معظم الاختبارات المصلية إلا بعد فترة زمنية معينة من بداية الأعراض (عادة أسبوع). وتشمل قائمة التشخيص التفريقي التيفوس، داء اللولبية النحيفة، مرض لايم والطفح الفيروسي (الحصبة أو الحصبة الألمانية).

## العلاج
تستخدم المضادات الحيوية من مجموعة التتراسيكلين (دوكسيسيكلين، تتراسيكلين) بشكل شائع. الكلورامفينيكول (Chloramphenicol )هو دواء بديل موصى به في الظروف التي تجعل استخدام مشتقات التتراسيكلين غير مرغوب فيه، مثل عجز الكبد الحاد، وعجز الكلى، في الأطفال دون سن التاسعة والنساء الحوامل. يوصف الدواء لمدة سبعة إلى عشرة أيام.
علاج العصب الوعائي العصبي هو الإريثروميسين المعطى لمدة ثلاثة إلى أربعة أشهر. 